# Franz Glaser (Politiker, 1948)

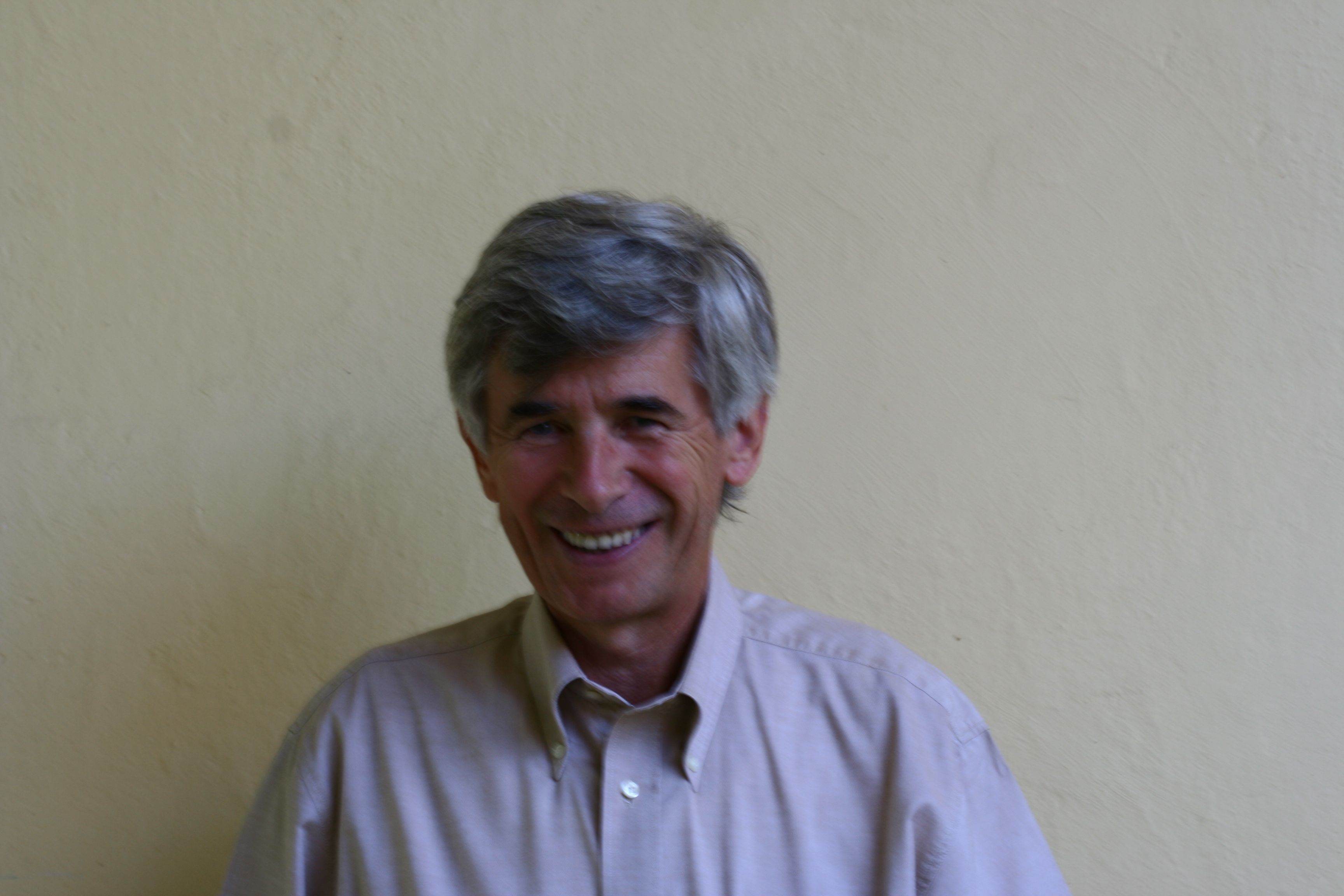
Franz Glaser, 2010

Franz Glaser (* 18. November 1948 in Burgauberg, Burgenland) ist ein österreichischer Landwirt und Politiker (ÖVP). Von 2002 bis 2013 war er Abgeordneter zum Nationalrat.

## Ausbildung und Beruf
Glaser besuchte von 1955 bis 1963 die Volksschule in seiner Heimatgemeinde Burgauberg und wechselte danach bis 1966 an die landwirtschaftliche Fachschule in Güssing. Er legte die Meisterprüfung ab und leistete 1966 seinen Präsenzdienst. Von 1970 bis 1972 besuchte Glaser eine Privat-Mittelschule.
Glaser war von 1973 bis 1976 Entwicklungshelfer im Hochland von Peru und arbeitete von 1977 bis 1990 als Bezirksgeschäftsführer der ÖVP Güssing. Von 1991 bis 1992 war er Bauernbunddirektor, seit 1992 ist er Landwirt.

## Politik
Glaser war von 1982 bis 1987 Mitglied des Gemeinderates von Burgauberg-Neudauberg, 1987 übernahm er das Amt des Bürgermeisters. Glaser war ab 1991 Abgeordneter zum Burgenländischen Landtag und ab 1996 Klubobmann des ÖVP-Landtagsklubs. Am 20. Dezember 2002 wechselte er in den österreichischen Nationalrat, dem er bis zum Jahr 2013 angehörte. Er vertrat die ÖVP durch ein Mandat im Wahlkreis 1B (Burgenland Süd-Mitte), war ÖVP-Sprecher für Entwicklungszusammenarbeit und Mitglied in den Ausschüssen für Menschenrechte, Wirtschaft, Verkehr, Justiz, Wissenschaft und Außenpolitik.
Glaser war von 1992 bis 2009 Bezirksparteiobmann der ÖVP Güssing.
Von 2005 bis 2014 war er Vorsitzender des Instituts für Umwelt, Friede und Entwicklung (IUFE) mit Sitz in Wien.

## Privat
Franz Glaser ist verheiratet und hat drei Kinder.